# 丹斯維爾 (紐約州利文斯頓縣)
丹斯維爾（英語：Dansville）是位於美國紐約州利文斯頓縣的村。

## 人口
根據2020年美國人口普查的數據，丹斯維爾的面積為6.75平方千米，皆為陸地。當地共有人口4433人，而人口密度為每平方千米657人。